# ديفيد ستيفنسون
ديفيد ستيفنسون (بالإنجليزية: David Stevenson)‏ هو مدرب كرة قدم ولاعب كرة قدم بريطاني في مركز قلب الدفاع، ولد في 26 أكتوبر 1958. لعب مع نادي بارتيك ثيسل ونادي دمبرتون ونادي فالكيرك.